# Rhododendron und Immergrüne
Rhododendron und Immergrüne ist eine 2006 erstmals herausgegebene deutschsprachige Zeitschrift. Die Deutsche Rhododendron-Gesellschaft e.V. (DRG) ist Herausgeberin. Die Zeitschrift enthält fachliche Artikel und Ergebnisse aus der botanischen Wissenschaft mit Schwerpunkt auf die Gattung Rhododendron als einzige deutschsprachige Fachzeitschrift und dient den Mitgliedern der DRG als Nachrichten- und Kommunikationsorgan. Rhododendron und Immergrüne erscheint zweimal jährlich und wird an die Mitglieder der DRG verteilt sowie in  Fachbibliotheken eingestellt. Die Zeitschrift ersetzt seit 2006 die bis dahin erschienenen DRG-Publikationen Rhododendron und immergrüne Laubgehölze – Jahrbuch und Immergrüne Blätter.

## Geschichte
Von 1938 bis 2006 gab die Deutsche Rhododendron-Gesellschaft das  Jahrbuch Rhododendron und immergrüne Laubgehölze heraus. Seit 1960 wurden von der DRG zusätzlich zunächst einmal, später zweimal jährlich die Publikation Immergrüne Blätter herausgegeben.
Ab 2006 wurden beide Publikationen zusammengelegt und erscheinen seitdem unter dem Namen Rhododendron und Immergrüne zweimal jährlich.

## Konzeption
Mit der Umbenennung und Zusammenführung im Jahr 2006 wurden auch das Layout und das Format geändert. Inhaltlich gliedert sich jede Ausgabe in die Rubriken Fachbeiträge, Kurzberichte unserer Mitglieder, Mitteilungen der DRG sowie Aus dem Rhododendron-Park Bremen, Termine, Buchbesprechungen, Verkauf, Kurzfassungen und Abstracts.
In den Fachbeiträgen werden u. a. Berichte über Expeditionen zu den weltweiten Rhododendron-Habitaten abgedruckt, Forschungsberichte über genetische Besonderheiten, historische und aktuelle Züchtungen, Probleme und Lösungen bei Schädlingen, Pilzbefall, Darstellungen spezieller Gehölzsammlungen mit Schwerpunkt Rhododendron und immergrüne Laubgehölze, Berichte über Tagungen, Pflanzenbeschreibungen.

## Redaktion und Schriftleitung
- Wolfgang Spethmann
- Hartwig Schepker